# Saint-Juéry (Aveyron)
Saint-Juéry település Franciaországban, Aveyron megyében. Lakosainak száma 276 fő (2022. január 1.). Saint-Juéry Calmels-et-le-Viala, Combret, Martrin, Montclar, Rebourguil, Saint-Izaire, La Serre és Vabres-l’Abbaye községekkel határos.

## Népesség
A település népessége az elmúlt években az alábbi módon változott:
| Lakosok száma | 396  | 322  | 290  | 231  | 272  | 282  | 287  | 293  | 294  | 276  |
|               | 1968 | 1982 | 1990 | 2006 | 2013 | 2015 | 2017 | 2019 | 2020 | 2022 |